# The People or the Gun
The People or the Gun is het achtste studioalbum van de Amerikaanse punkband Anti-Flag. Het werd uitgegeven op 9 juni 2009 via het onafhankelijke platenlabel SideOneDummy Records en was daarmee de eerste uitgave van de band via dit label. De eerste track, getiteld "Sodom, Gomorrah, Washington D.C. (Sheep In Shepherd's Clothing)", werd voor de officiële uitgave van het album al op de MySpace-pagina van de band online gezet.

## Nummers
1. "Sodom, Gomorrah, Washington D.C. (Sheep in Shepherd's Clothing)" - 2:50
2. "The Economy Is Suffering...Let It Die" - 3:36
3. "The Gre(A)t Depression" - 3:08
4. "We Are the One" - 3:07
5. "You Are Fired (Take This Job, Ah, Fuck It)" - 1:00
6. "This Is the First Night" - 3:33
7. "No War without Warriors (How Do You Sleep?)" - 2:28
8. "When All the Lights Go Out" - 3:08
9. "On Independence Day" - 2:51
10. "The Old Guard" - 4:17
11. "Teenage Kennedy Lobotomy" (hidden track) - 1:06

Bonustracks
- "A Brief Misunderstanding of the Queens and Kings" (bonusdownload bij de pre-order van het album via SideOneDummy)
- "Bring Down Their Wall Again" (bonusdownload bij de pre-order van het album via SideOneDummy)
- "The Weathermen Know Which Way the Wind Blows" (iTunes)
- "Africom" (iTunes)

Which Side Are You On?
Sommige uitgaves van het album komen met een extra ep getiteld Which Side Are You On? De nummers voor deze ep zijn opgenomen tijdens de opnamesessies voor dit album. Op deze ep staan drie nummers.
1. "Bring Down Their Wall Again" - 3:14
2. "The Weathermen Know Which Way the Wind Will Blow" - 2:45
3. "Africom" - 3:35

## Band
- Justin Sane - gitaar, zang
- Chris #2 - basgitaar, zang
- Chris Head - gitaar, zang
- Pat Thetic - drums